# Будівля Грузугілля (Тбілісі)

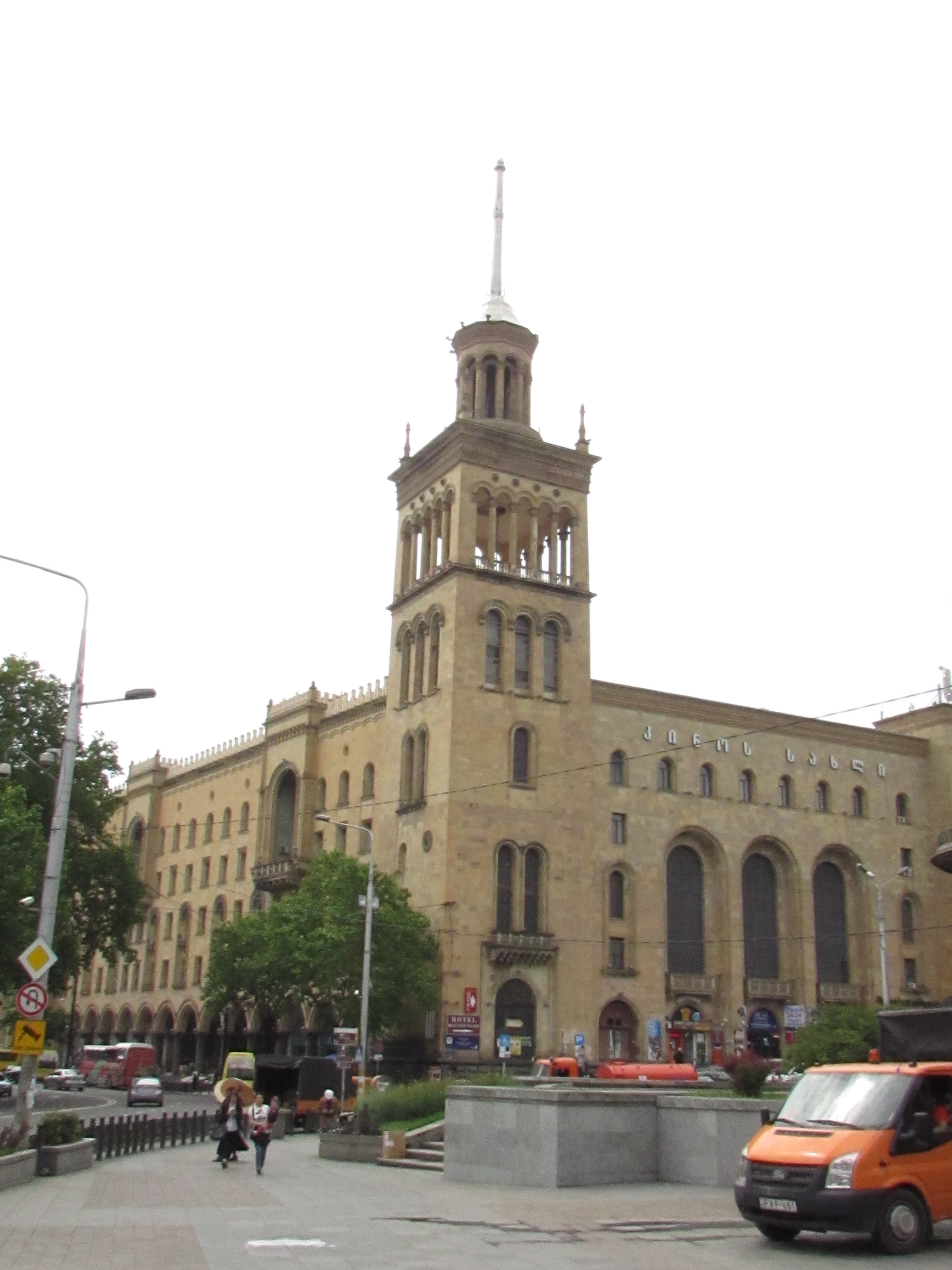
Вежа будівлі «Грузвугілля»

Будівля тресту «Грузвугілля» — адміністративна будівля, збудована в Тбілісі в 1953 архітекторами Костянтином Чхеїдзе та Михайлом Чхіквадзе. Будівля розташована наприкінці проспекту Руставелі, будинок 52. В даний час будівля належить Академії наук Грузії. Тут розташований офіс Спілки кінематографістів Грузії. На сходах під колонадою головного фасаду (з боку проспекту Руставелі) щодня йде торгівля сувенірами.

## Архітектурний стиль
Архітектурний стиль будівлі еклектичний. У балконах будівлі на головному фасаді виразно відчувається вплив мавританського стилю.
Радянський письменник Леонід Волинський у книзі «Крізь ніч» (1974) звертав увагу на те, що архітектори запозичили ідею будівлі у шведського архітектора Естберга, який збудував в 1923 ратушу в Стокгольмі. Дійсно, у будинків схожа структура фасадів, об'єднаних кутовою вежею.
Фасад будівлі облицьований туфом.

## Галерея

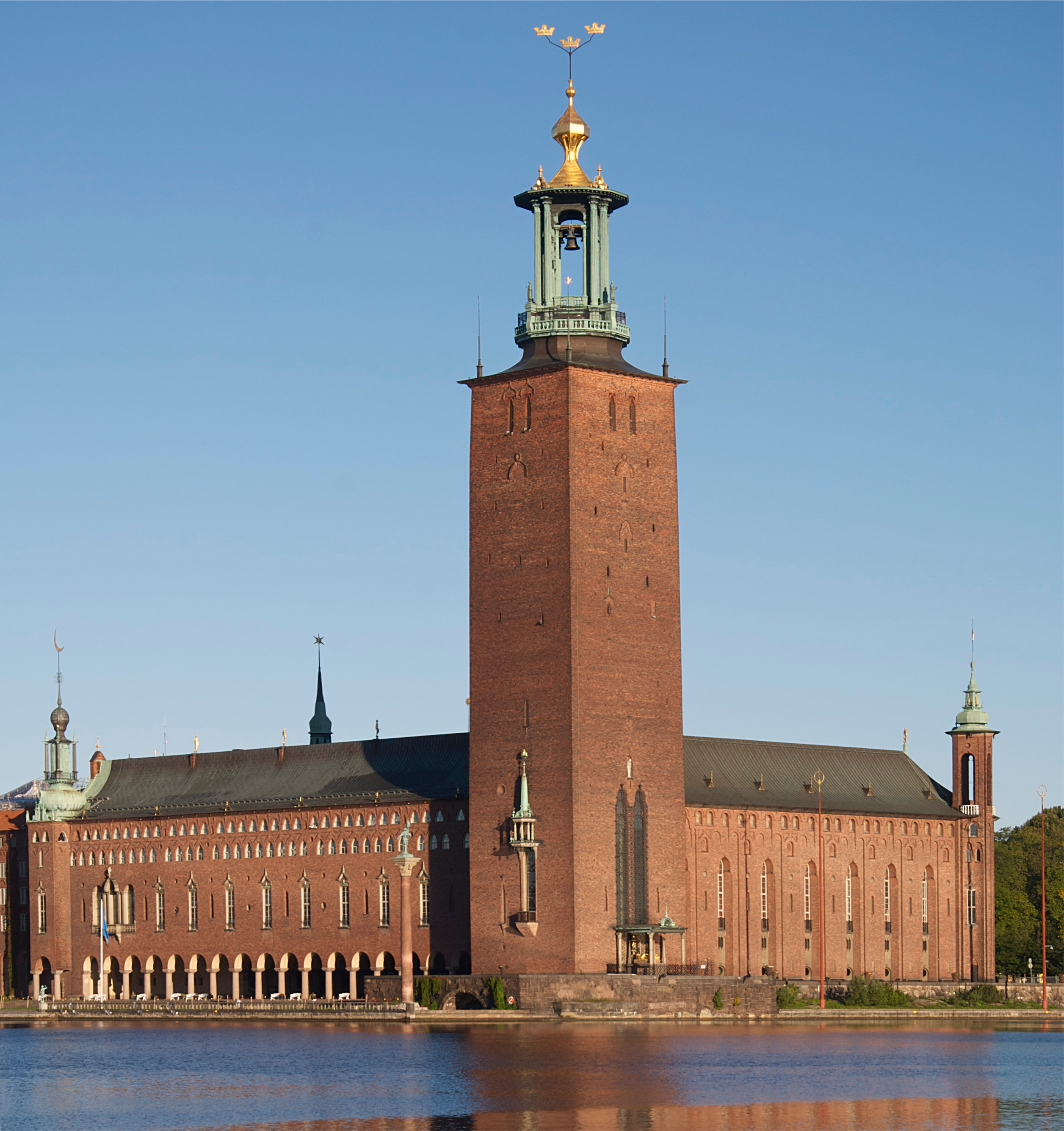
Здание ратуши в Стокгольме — возможный прообраз здания «Грузуголь»
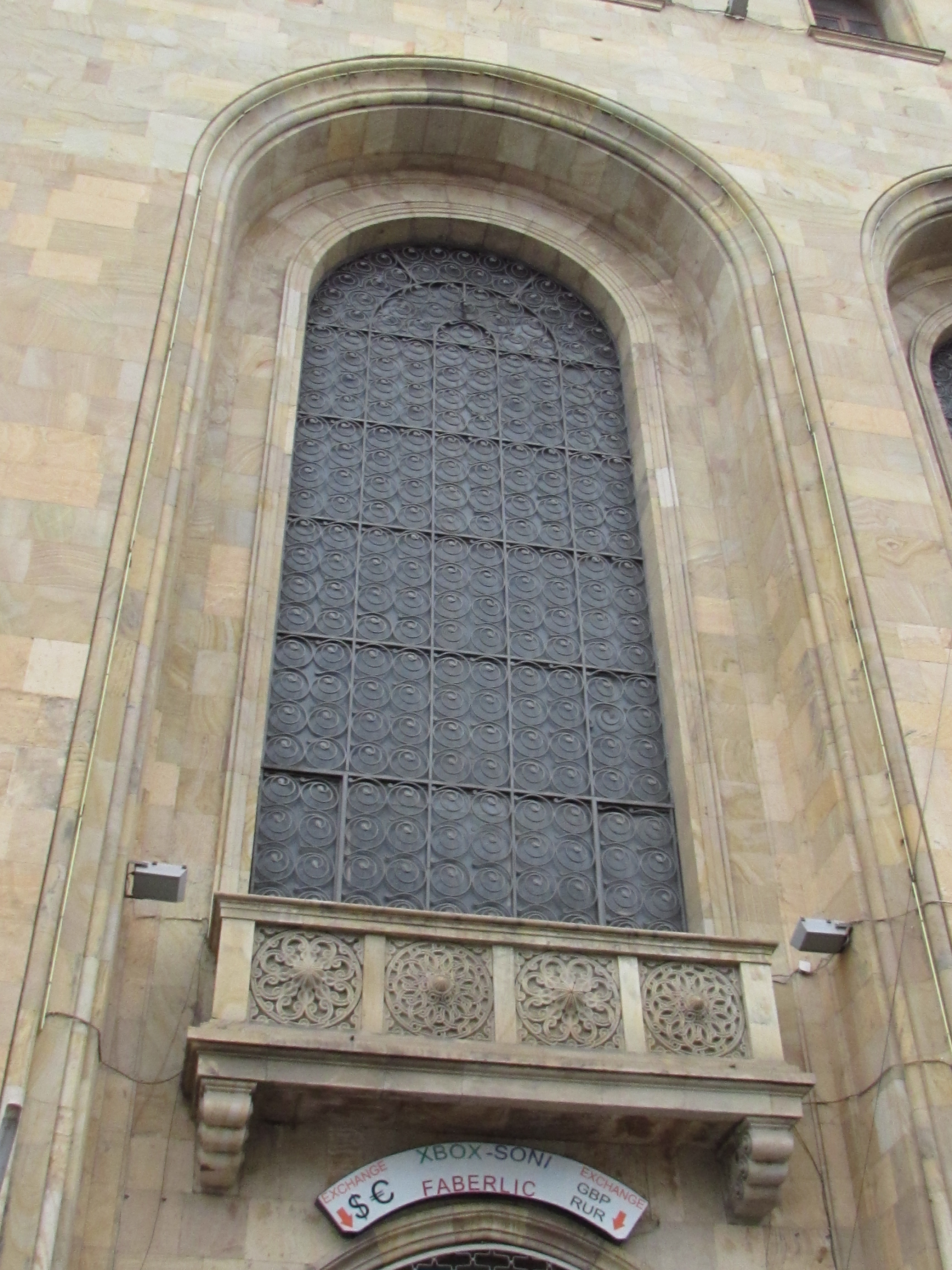
Окно здания «Грузуголь» (северо-западный фасад)
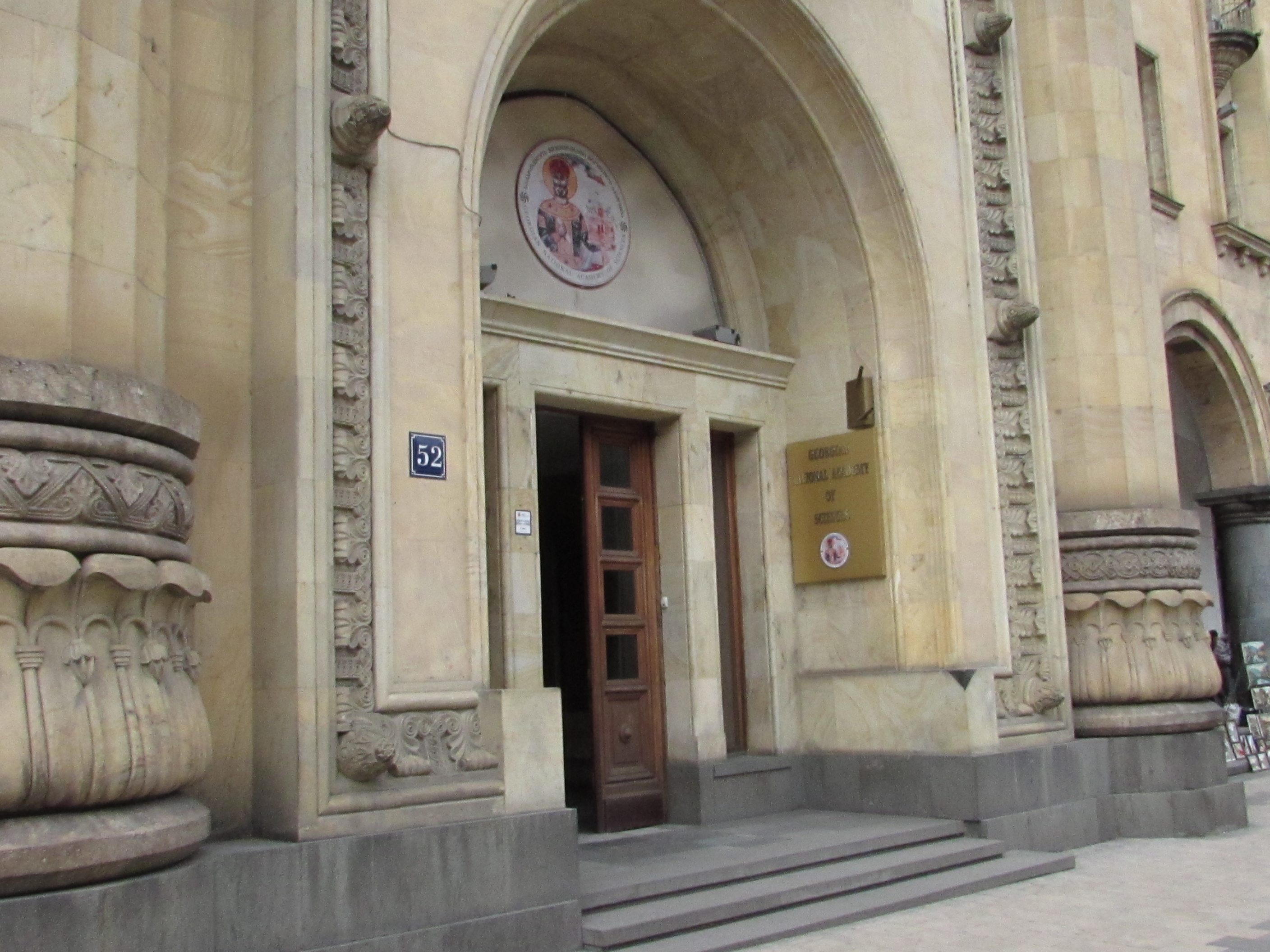
Главный вход в здание «Грузуголь» (просп. Руставели)
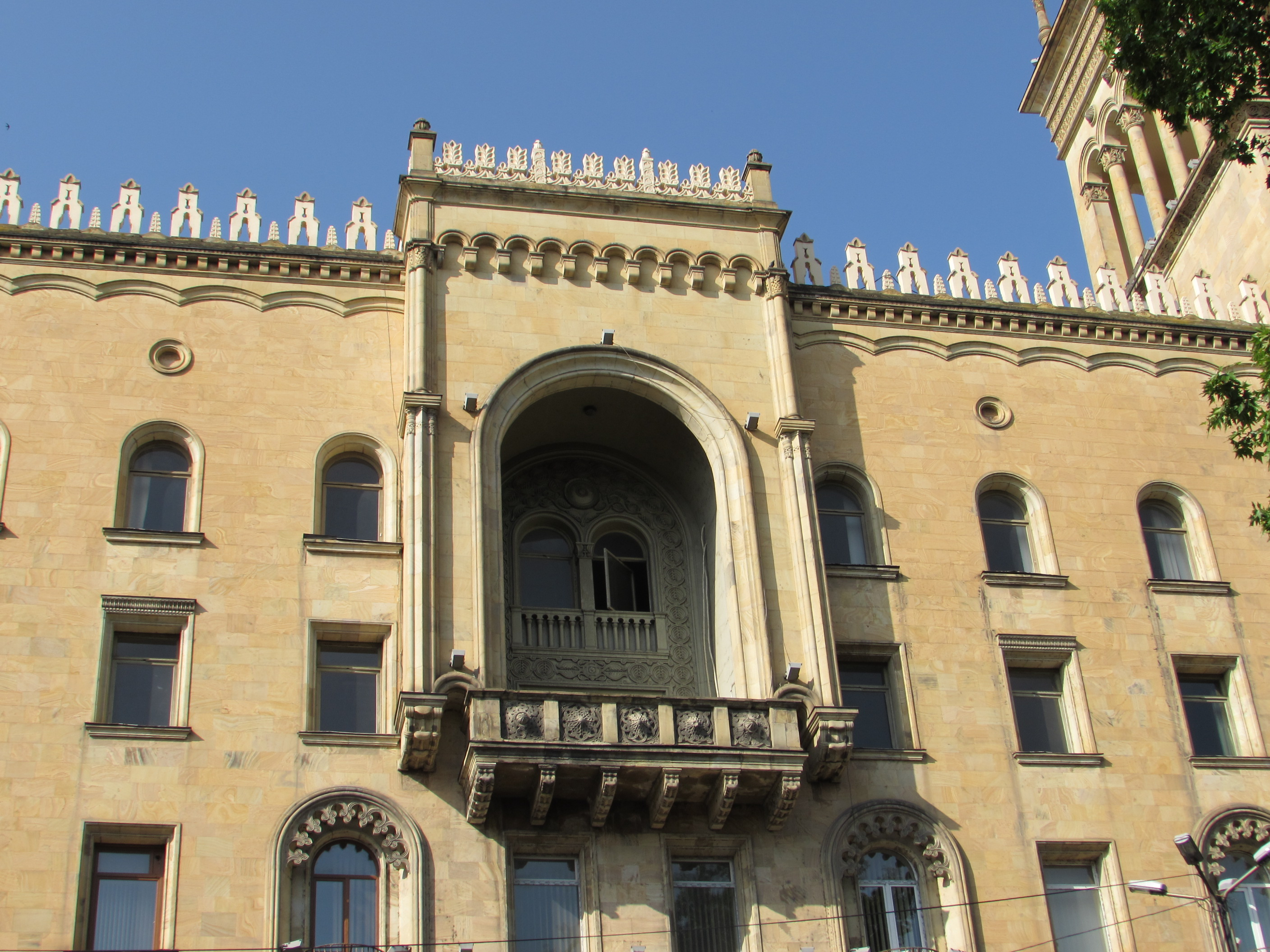
Один из балконов здания «Грузуголь» (главный фасад)